# Helene Weigel
 Helene Weigel (født 12. maj 1900 i Wien , død 6. maj 1971 i Øst-Berlin, var en tysk skuespillerinde og teaterleder, fra 1928 gift med Bertolt Brecht, med hvilken hun fik to børn. Fra 1933 til 1947 var hun som flygtning fra Adolf Hitler's Tyskland, i en seksårig periode bosat i Los Angeles.
Sammen med sin mand grundlagde hun i 1949 Berliner Ensemble i Øst-Berlin, og efter Brechts død ledte hun teatret i yderligere seks år. Hun er mest kendt for en række Brecht-roller.